# Municipio de Jones (condado de Stone)
El municipio de Jones (en inglés: Jones Township) es un municipio ubicado en el condado de Stone en el estado estadounidense de Arkansas. En el año 2010 tenía una población de 67 habitantes y una densidad poblacional de 2,35 personas por km².

## Geografía
El municipio de Jones se encuentra ubicado en las coordenadas 35°54′1″N 91°58′10″O / 35.90028, -91.96944. Según la Oficina del Censo de los Estados Unidos, el municipio tiene una superficie total de 28,53 km², de la cual 28 km² corresponden a tierra firme y (1,83%) 0,52 km² es agua.

## Demografía
Según el censo de 2010, había 67 personas residiendo en el municipio de Jones. La densidad de población era de 2,35 hab./km². De los 67 habitantes, el municipio de Jones estaba compuesto por el 95,52% blancos y el 4,48% pertenecían a dos o más razas.